# Каліче-аль-Корновільйо
Каліче-аль-Корновільйо (італ. Calice al Cornoviglio, ліг. Calice) — муніципалітет в Італії, у регіоні Лігурія, провінція Спеція.
Каліче-аль-Корновільйо розташоване на відстані близько 340 км на північний захід від Рима, 75 км на схід від Генуї, 16 км на північ від Спеції.

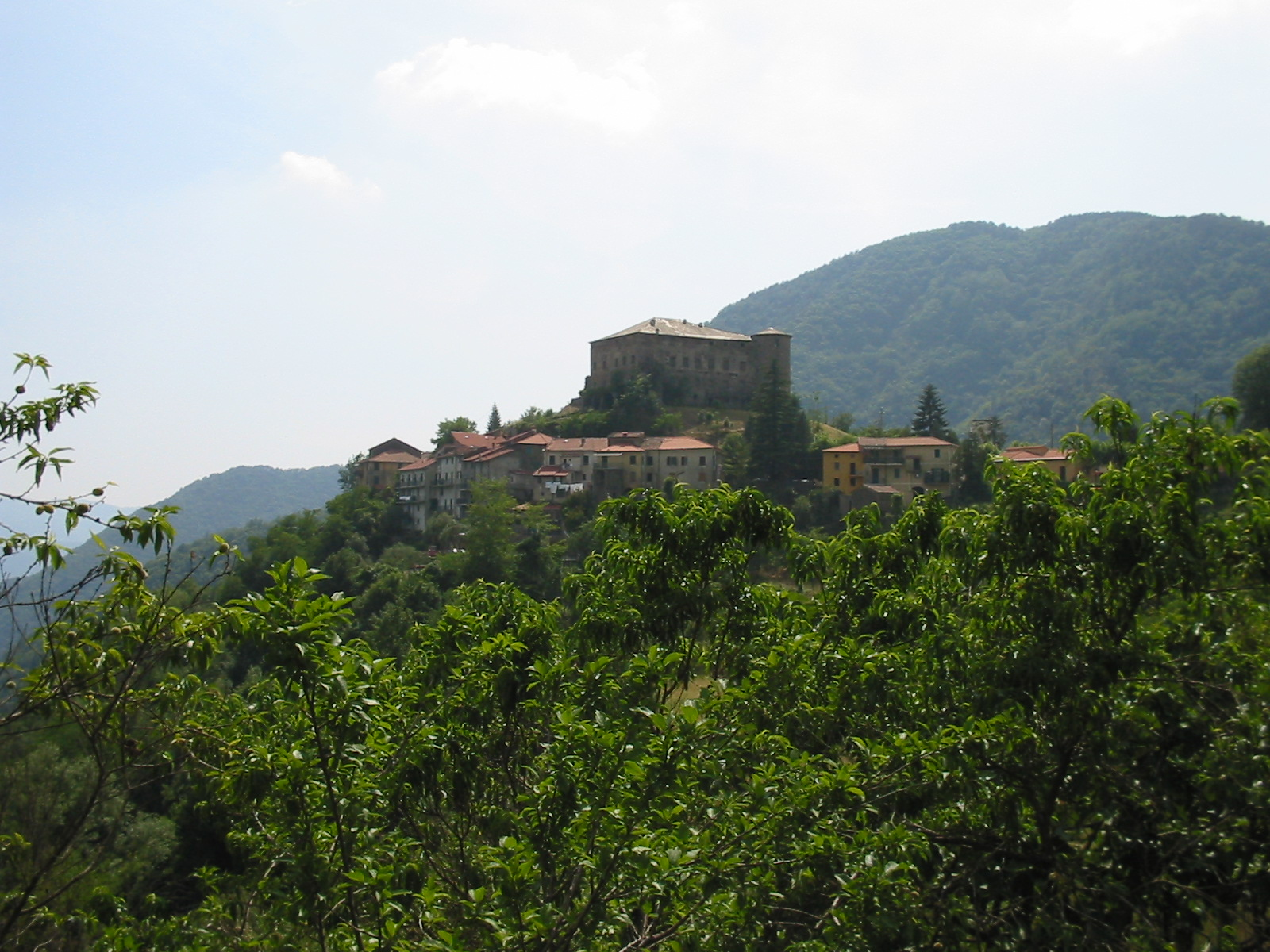

Населення — 1128 осіб (2014).

## Демографія
Населення за роками:

Станом на 1 січня 2023 року в муніципалітеті офіційно проживало 70 іноземців з 21 країни, серед них 26 громадян країн Євросоюзу та 1 громадянин України.

## Сусідні муніципалітети
- Беверино
- Фолло
- Мулаццо
- Поденцана
- Роккетта-ді-Вара
- Трезана